# Lê Hà
Nguyễn Thanh Hà (1913–1961), bí danh Lê Hà, Bảy Trấm, là nhà cách mạng Việt Nam, nguyên Bí thư Tỉnh ủy Vĩnh Long của Đảng Cộng sản Việt Nam.

## Thân thế
Nguyễn Thanh Hà là con thứ chín trong một gia đình nông dân tại ấp Giồng Nổi, xã An Phú Tân, huyện Cầu Kè, tỉnh Cần Thơ (nay thuộc tỉnh Trà Vinh). Ông sinh năm 1913 với cha mẹ là ông Nguyễn Văn Mão và bà Lê Thị Muôn.
Ông lập gia đình với bà Trần Thị Kim Anh (sinh năm 1917), người xã Trường Thành (tổng Thới Bảo, quận Ô Môn, tỉnh Cần Thơ). Hai người có tổng cộng năm người con (ba trai, hai gái), tất cả đều tham gia hoạt động cách mạng và được kết nạp vào Đảng Cộng sản Việt Nam. Một người trong đó là liệt sĩ.

## Cuộc đời
Năm 1930, khi mới 17 tuổi, Nguyễn Thanh Hà bắt đầu tham gia các phong trào đấu tranh chống thực dân Pháp như biểu tình chống thuế đuôi chuột, đòi giảm tô, giảm tức, đòi tự do sinh hoạt hội họp. Năm 1936, ông được Trịnh Bá Thâu kết nạp vào Đảng Cộng sản Đông Dương.
Năm 1940, ông tham gia cuộc khởi nghĩa Nam Kỳ tại huyện Cầu Kè (khu vực hai xã Hòa Ân và Tam Ngãi). Cuộc khởi nghĩa thất bại, ông bị bắt và đày đi Côn Đảo.
Năm 1945, Cách mạng Tháng Tám thành công, chính quyền mới cho đón các tù chính trị từ Côn Đảo về đất liền. Ông được giao phụ trách công tác quân sự tại tỉnh Cần Thơ, tổ chức chống quân Pháp xâm lược. Do chênh lệch về mặt lực lượng, ông tổ chức rút lui sau ba tháng chiến đấu. Giữa năm 1946, tại chiến khu Đông Bình - Bảy Thưa (huyện Phụng Hiệp), ông được bầu làm Tỉnh ủy viên Tỉnh ủy Cần Thơ, Ủy viên Thường vụ Mặt trận Việt Minh tỉnh Cần Thơ, Ủy viên Ủy ban Kháng chiến Hành chánh tỉnh, Hội trưởng Hội Nông dân Cứu quốc tỉnh.
Cho đến năm 1953, với các chức vụ được phân công, ông tham mưu cho tỉnh thực hiện chủ trương "Người cày có ruộng", tạm cấp ruộng đất cho nông dân không có ruộng, đồng thời chủ trương xây dựng nếp sống mới ở những vùng do chính quyền kháng chiến kiểm soát. Trên lĩnh vực quân sự, ông cổ vũ người dân cho con em tòng quân, rào ấp xã chống địch, phát động các phong trào quyên góp tiền của cho bộ đội.
Năm 1954, Hiệp định Genève được ký kết, ông được phân công ở lại miền Nam và được bầu vào Thường vụ Tỉnh ủy Cần Thơ, phụ trách công tác Dân vận. Năm 1956, để phục vụ cho mục tiêu "diệt Cộng", chính quyền Sài Gòn lập tỉnh Tam Cần gồm bốn huyện (Tam Bình, Trà Ôn, Cầu Kè và Tiểu Cần) từ ba tỉnh Cần Thơ, Vĩnh Long, Trà Vinh do Đại úy Lê Quang Nhơn làm Tỉnh trưởng. Xứ ủy Nam Bộ cho thành lập Tỉnh ủy Tam Cần để bám trụ lực lượng. Tỉnh ủy gồm Bí thư Nguyễn Thành Thơ, Phó Bí thư Lê Hà, Thường vụ Lê Thế Tợi, các Ủy viên La Lâm Gia, Phạm Văn Kiết,...
Cuối năm 1956 đầu 1957, tỉnh Tam Cần bị giải thể, tổ chức Đảng sáp nhập địa bàn hai tỉnh Sa Đéc và Vĩnh Long thành tỉnh mới lấy tên Vĩnh Long. Tỉnh ủy Vĩnh Long do Nguyễn Việt Châu làm Bí thư Tỉnh ủy, Lê Hà làm Phó Bí thư Tỉnh ủy. Năm 1960, ông trực tiếp lãnh đạo phong trào Đồng khởi ở tỉnh Vĩnh Long, tiêu diệt Tỉnh trưởng Khưu Văn Ba của chính quyền Sài Gòn, phá vỡ khu trù mật Cái Sơn (Song Phú), làm chủ nhiều địa phương.
Đầu năm 1961, Bí thư Tỉnh ủy Nguyễn Việt Châu được điều về Khu ủy Tây Nam Bộ, Lê Hà được chỉ định làm Bí thư Tỉnh ủy Vĩnh Long. Khi chưa kịp nhận bàn giao nhiệm vụ thì ông tử trận tại kênh Câu Dụng, xã Thành Lợi, huyện Bình Minh (nay là xã Tân Thành, huyện Bình Tân). Ông là Bí thư Tỉnh ủy duy nhất của tỉnh Vĩnh Long qua đời khi đã có quyết định bổ nhiệm nhưng chưa nhận nhiệm vụ.

## Vinh danh
Ông được Nhà nước Việt Nam truy tặng Huân chương Hồ Chí Minh.
Sau khi ông qua đời, năm 1962, Tỉnh ủy Vĩnh Long đã quyết định thành lập một huyện mới mang tên Lê Hà, dựa trên địa bàn 7 xã của huyện Lai Vung cũ (giải thể năm 1957). Huyện Lê Hà tồn tại đến năm 1967 thì sáp nhập với một phần huyện Sa Đéc thành huyện Sa Đéc mới.